# Kanton Gimont
Kanton Gimont (fr. Canton de Gimont) je francouzský kanton v departementu Gers v regionu Midi-Pyrénées. Skládá se ze 14 obcí.

## Obce kantonu
- Ansan
- Aubiet
- Blanquefort
- Escornebœuf
- Gimont
- L'Isle-Arné
- Juilles
- Lussan
- Marsan
- Maurens
- Montiron
- Sainte-Marie
- Saint-Sauvy
- Saint-Caprais